# Max Seiz

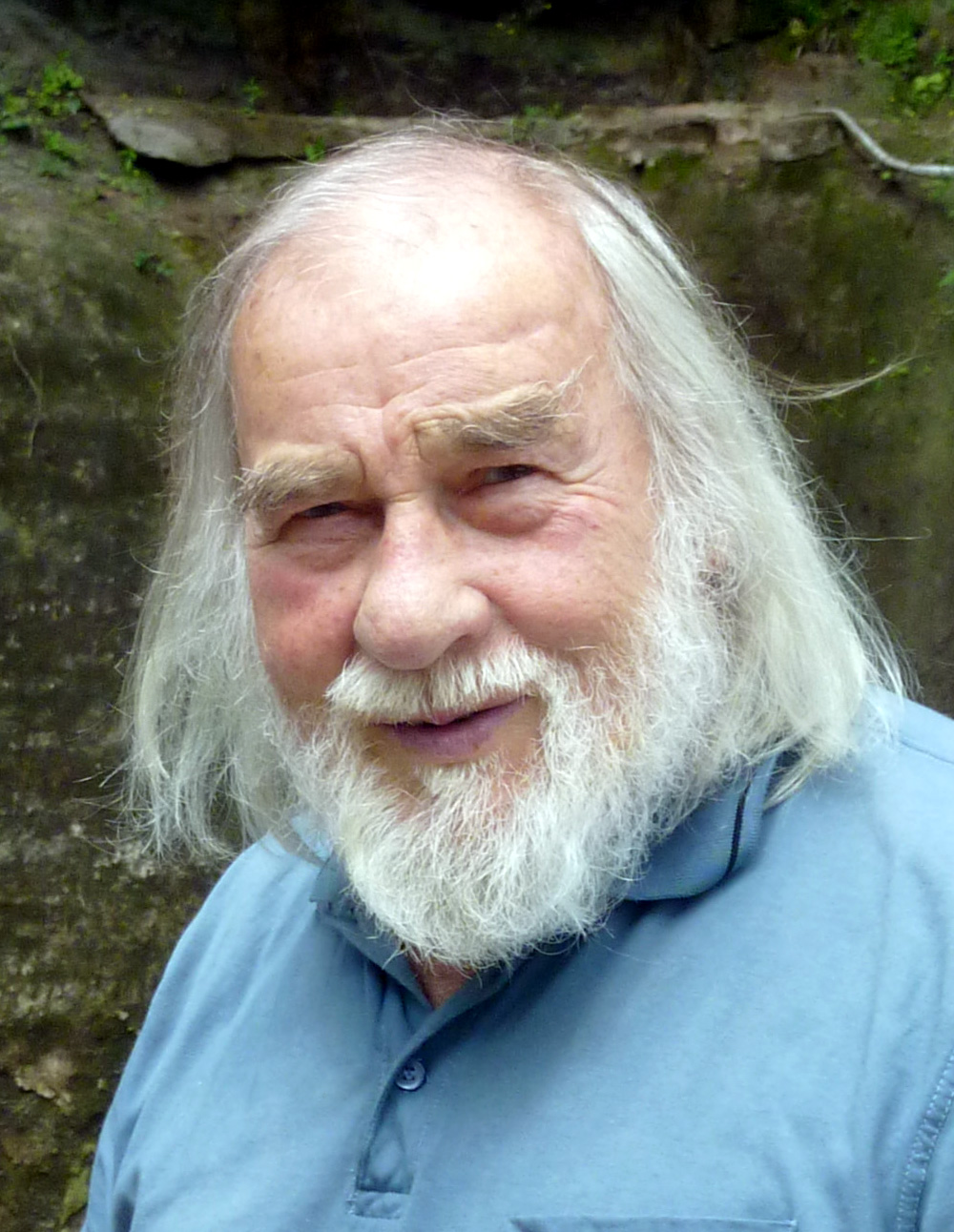
Max Seiz (2014)

Max Eugen Seiz (auch Max E. Seiz; * 12. Oktober 1927 in Schwäbisch Gmünd; † 6. April 2020 ebenda) war ein deutscher Bildhauer, der in Schwäbisch Gmünd lebte und seit 1954 als freischaffender Künstler arbeitete.

## Leben
1942 bis 1944 absolvierte er bei der Gmünder Silberwarenfabrik Erhard & Söhne eine Ausbildung zum Stahlgraveur. 1944 kam er im Zweiten Weltkrieg zunächst in der Tschechoslowakei als Soldat zum Einsatz und geriet 1944 in Belgien in US-amerikanische Kriegsgefangenschaft. Nach seiner Entlassung im Jahre 1946 und der Rückkehr aus Virginia besuchte er von 1946 bis 1950 die Staatliche Höhere Fachschule für Edelmetalle (heute Hochschule für Gestaltung) in Schwäbisch Gmünd. Nach seinem Abschluss arbeitete er von 1950 bis 1952 bei der WMF in Geislingen an der Steige als Stahlgraveur. Nach einem Studienaufenthalt in London von 1953 bis 1954 wurde er als freischaffender Künstler tätig.
1981 war er Gastdozent an der Hochschule für Gestaltung Schwäbisch Gmünd. Seit 1983 veranstaltete er jährliche Einzelausstellungen in der Galerie Villa Seiz in seiner Jugendstilvilla am Nepperberg in Schwäbisch Gmünd. Dort befindet sich auch ein von Sandsteinfelsen umgebener Skulpturengarten. Neben der Bildhauerei beschäftigte sich Seiz auch mit Zeichnung und Malerei. Bereits 2002 hatten sich neben rund 250 Skulpturen auch etwa 900 Zeichnungen, Aquarelle und Malereien angesammelt. Seine Kinder Andrea und Alexander Seiz lebten bei ihm.
Seiz’ Grab befindet sich auf dem Gmünder Leonhardsfriedhof im Grabfeld K.

## Ausstellungen
- 1962: 1. Kunstpreis der Jugend in Schwäbisch Gmünd, Stuttgarter Sezession
- 1971: FIDEM-Weltausstellung der Modernen Kunstmedaille Paris/Köln/Bremen/Nürnberg
- 1976: Living-Art-Biennale in Johannesburg und Kapstadt, Randse Universität in Johannesburg
- 1982: Académie des Beaux-Arts in Paris, Internationaler Portraitwettbewerb
- 1988: New York und Toronto, Jahresausstellung Stuttgarter Kunstverein
- 1986: Art Basel
- 1989: Haus der Kunst in München
- 1991: Drouot in Paris
- 1992: Kunstmesse Art Frankfurt
- 1998: Kunstmesse Schwäbisch Gmünd
- 2000: Galerie Aquarello in Murnau, Galerie Artrium in Aalen
- 2001: Galerie Kairos in München
- 2002/03: Retrospektive zum 75. Geburtstag im Museums im Prediger Schwäbisch Gmünd
- 2004: Kunstmesse „Nostalga“ in Stuttgart, Kunstausstellung im Schloss Hohenstadt
- 2005: Einzelausstellung „Leben-Mensch-Kunst“ in der Zehntscheuer in Abtsgmünd
- 2006: Kunstmesse Art International Zürich
- 2007: Ausstellung zum 80. Geburtstag, Kulturherbst der Gmünder Ersatzkasse in Schwäbisch Gmünd, Art International Zürich, Art Salzburg
- 2008: Art International Zürich, Art Salzburg, SculptMiami, Art Basel Miami

## Galerie

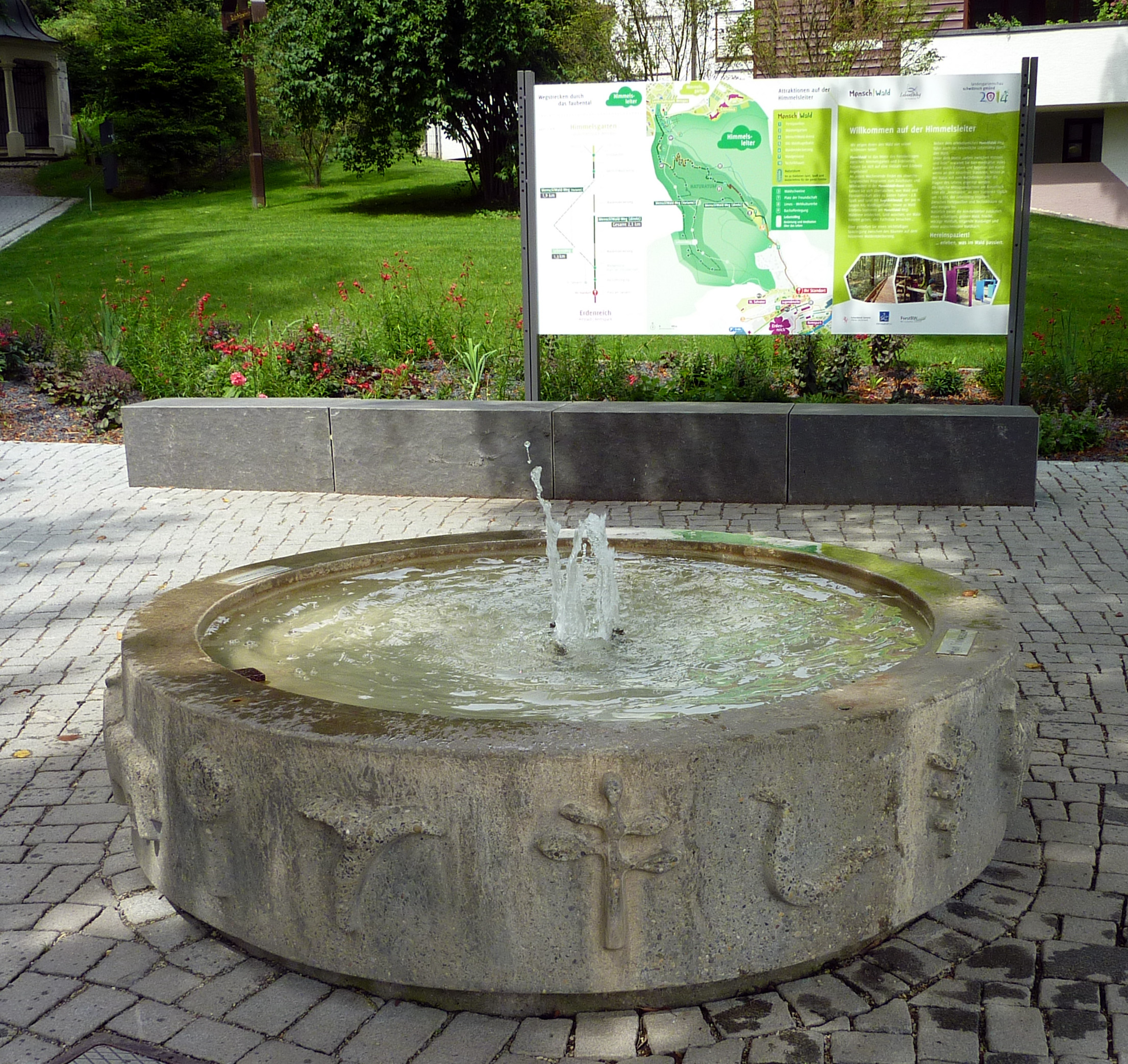
Faberbrunnen, 1968, Steinrelief, Platz am Salvator in Schwäbisch Gmünd
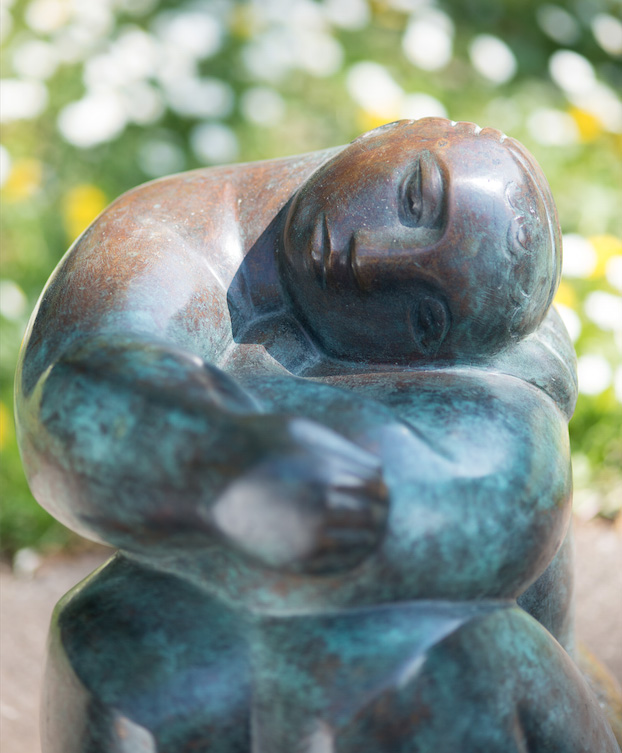
Hoffnung, 1978, Bronze, Dreifaltigkeitsfriedhof Schwäbisch Gmünd
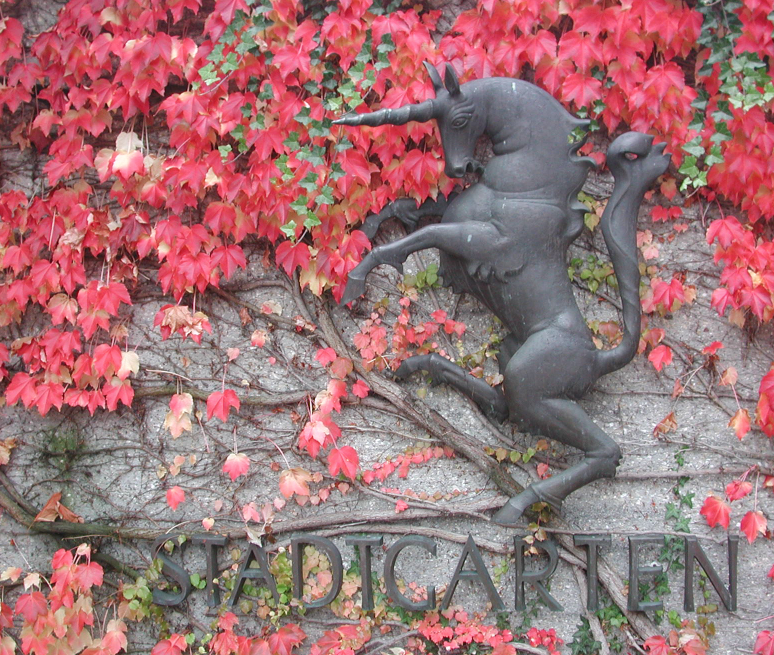
Einhorn, 1983, Bronze, Stadtgarten Schwäbisch Gmünd
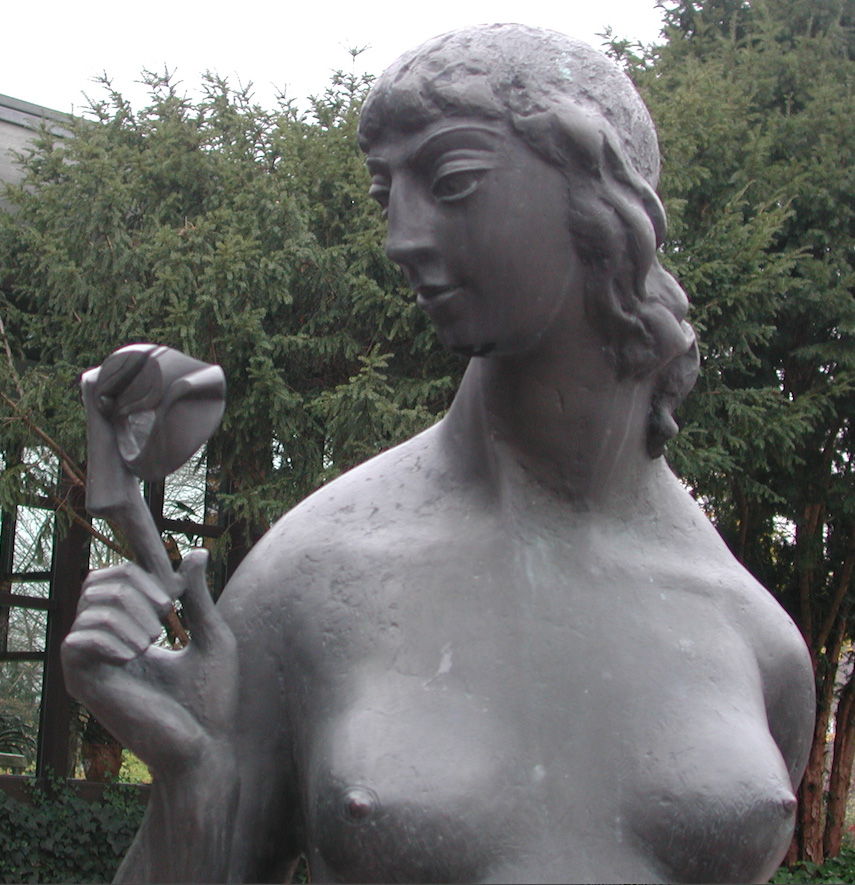
Schauspiel, 1983, Bronze, Brunnen im Stadtgarten Schwäbisch Gmünd
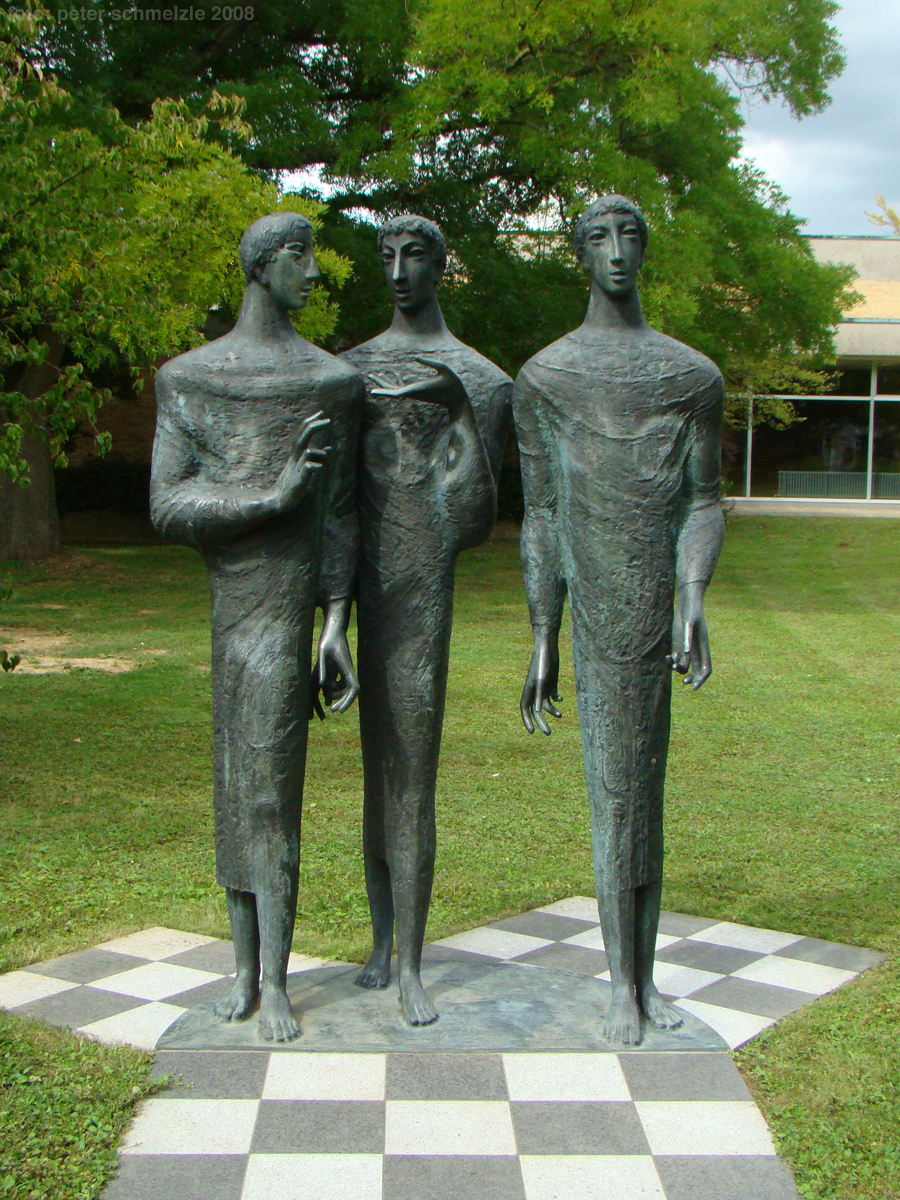
Dialog, 1985, Bronze, Hochschule Heilbronn
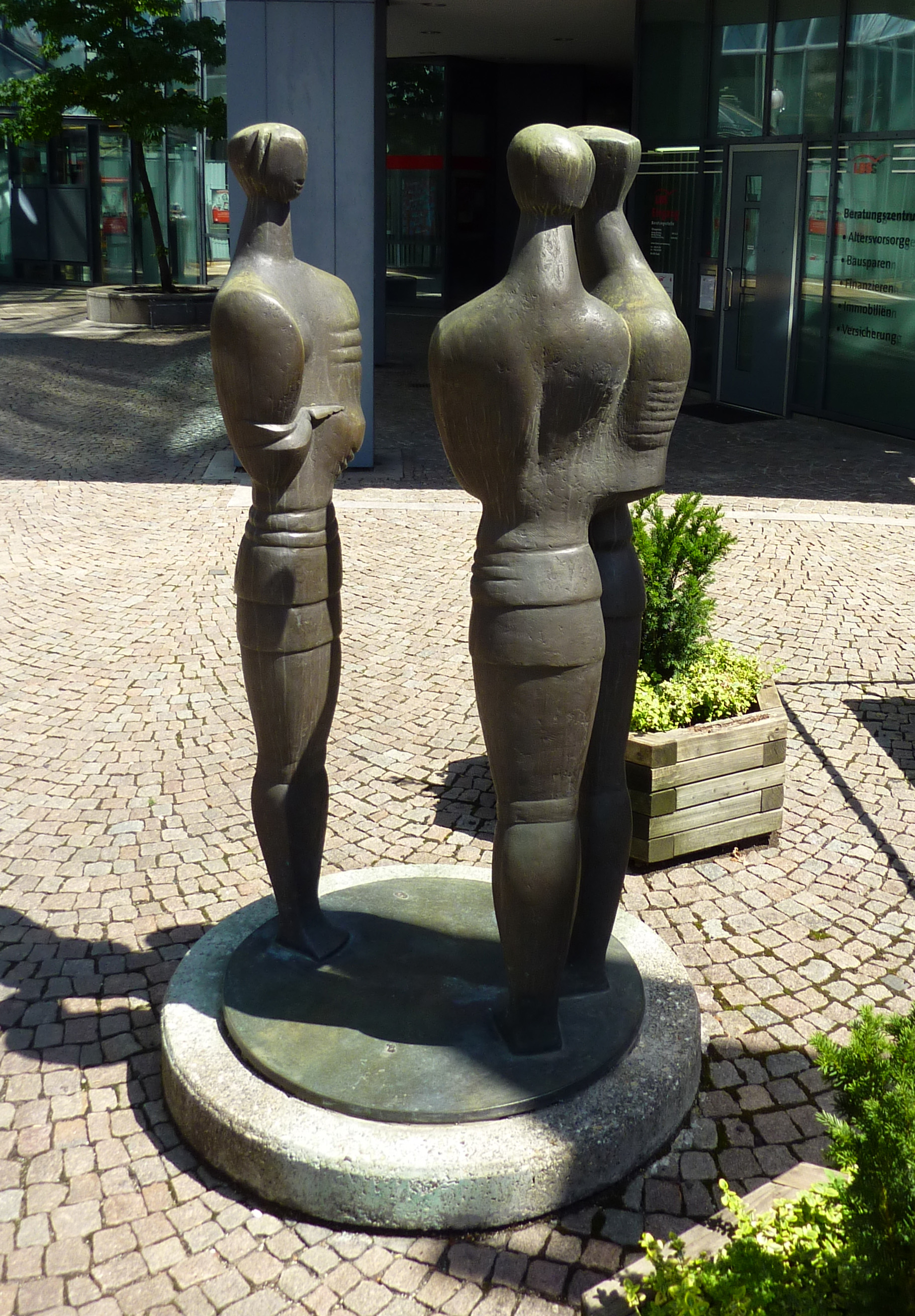
Dialog, 1986, Bronze, Bahnhofstraße 4 in Aalen
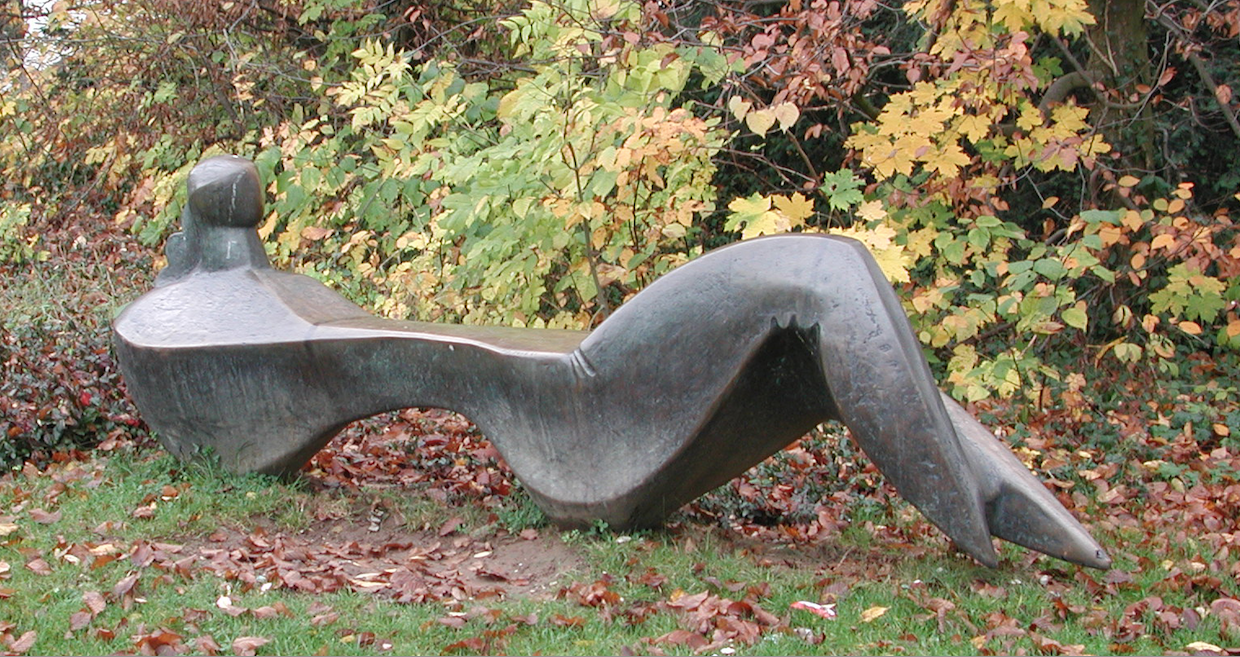
Menschenbank, 1987, Bronze, Stadtgarten Schwäbisch Gmünd
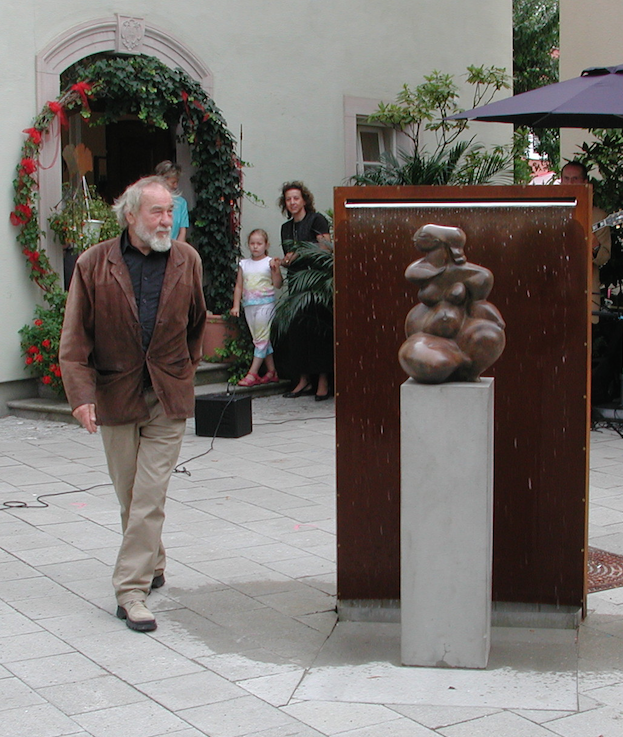
Eudämonie, 1988, Bronze, Türlensteg 15 in Schwäbisch Gmünd
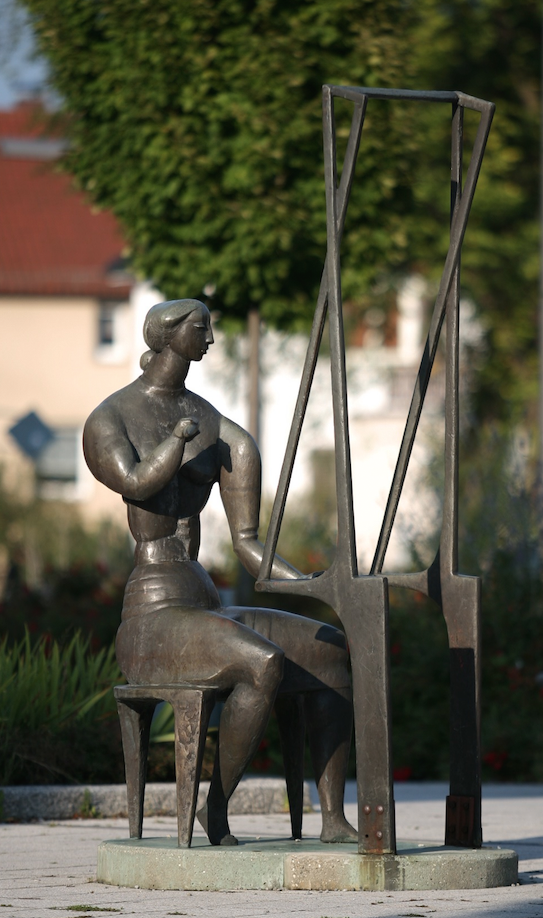
Weberin, 1988, Bronze, Postplatz in Heubach
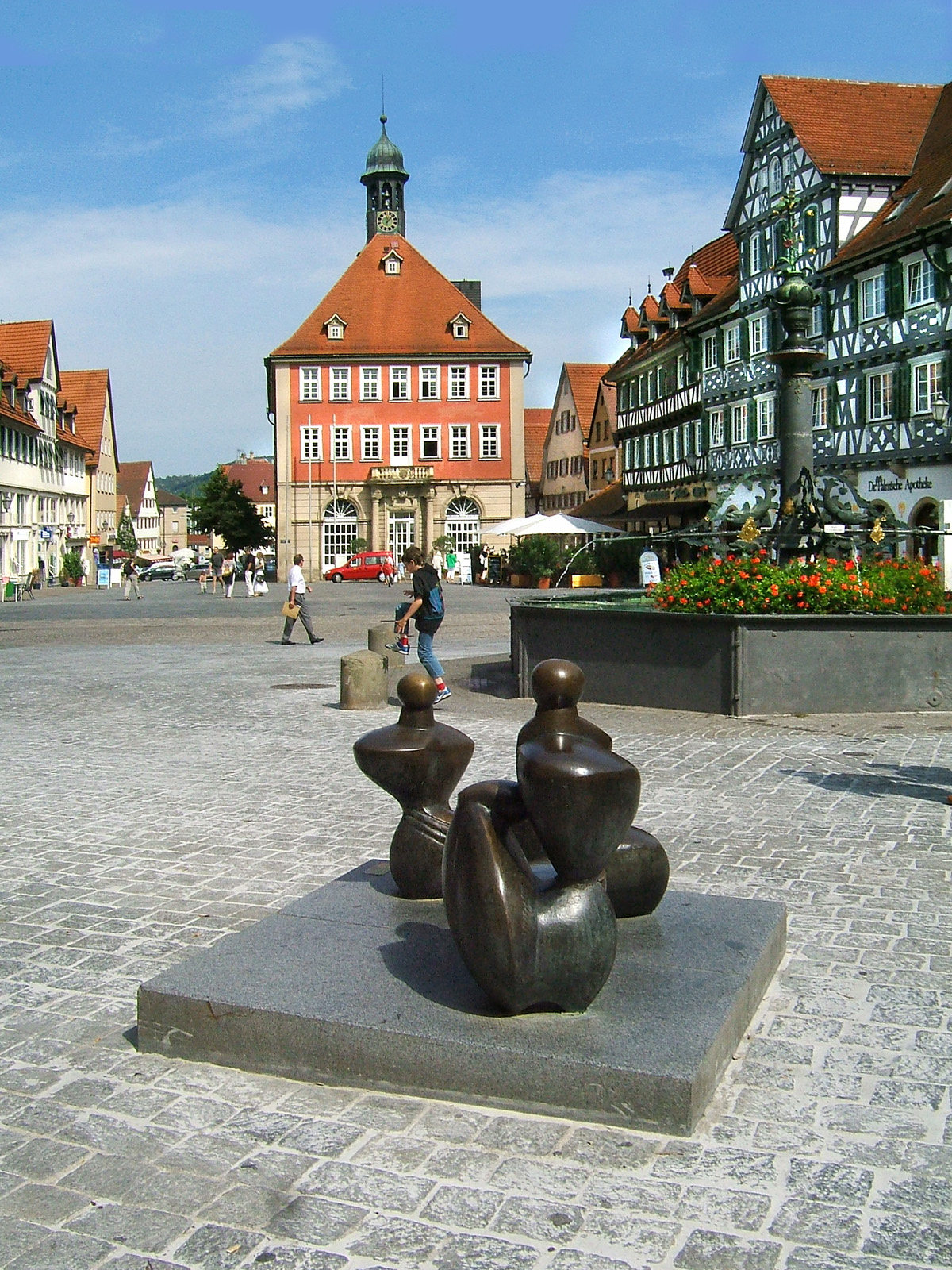
Das Gespräch, 1988, Bronze, Skulpturen-Rundgang Schorndorf
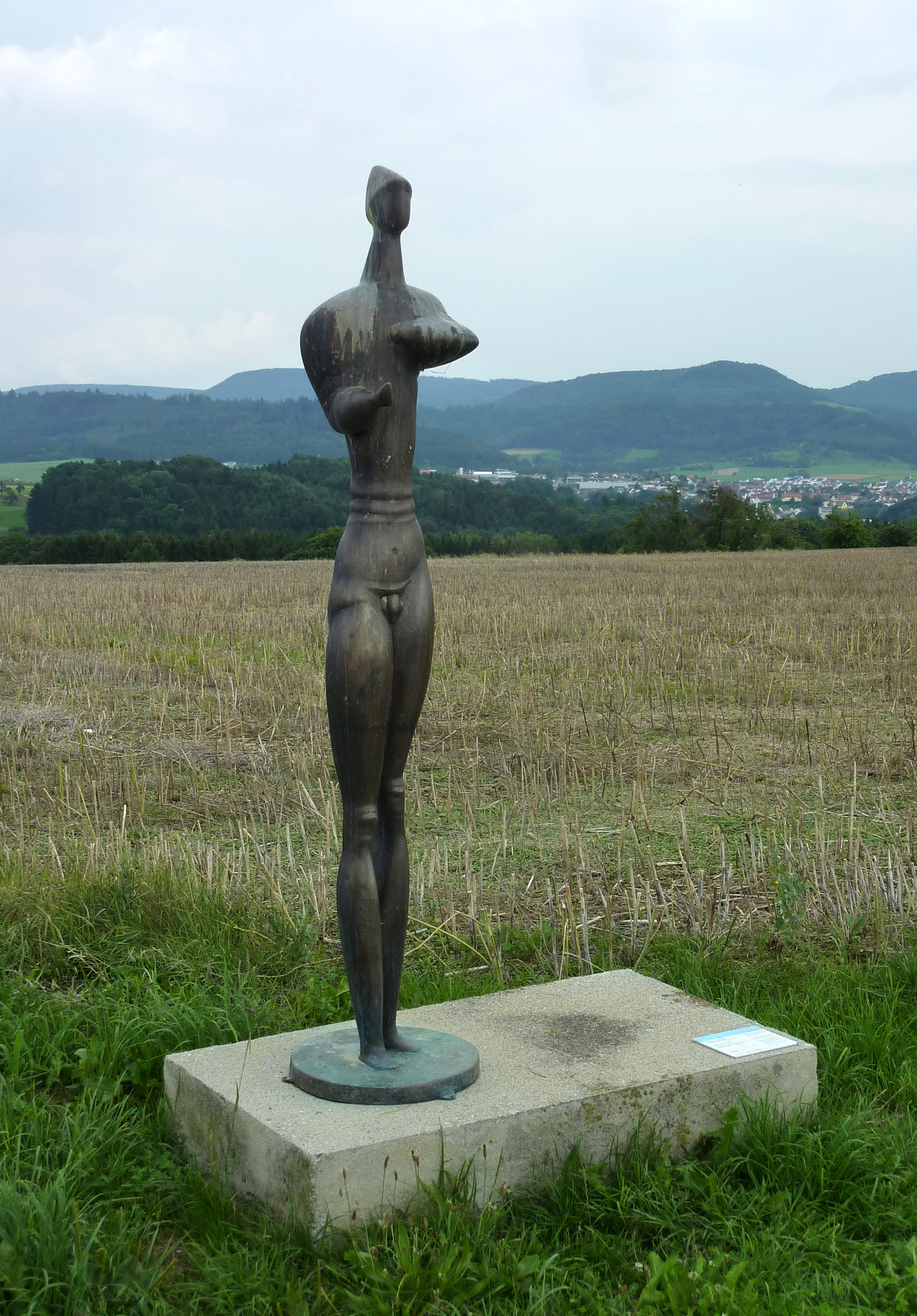
Ecce me - da bin ich, 2002, Bronze, Wege zur Kunst in Straßdorf
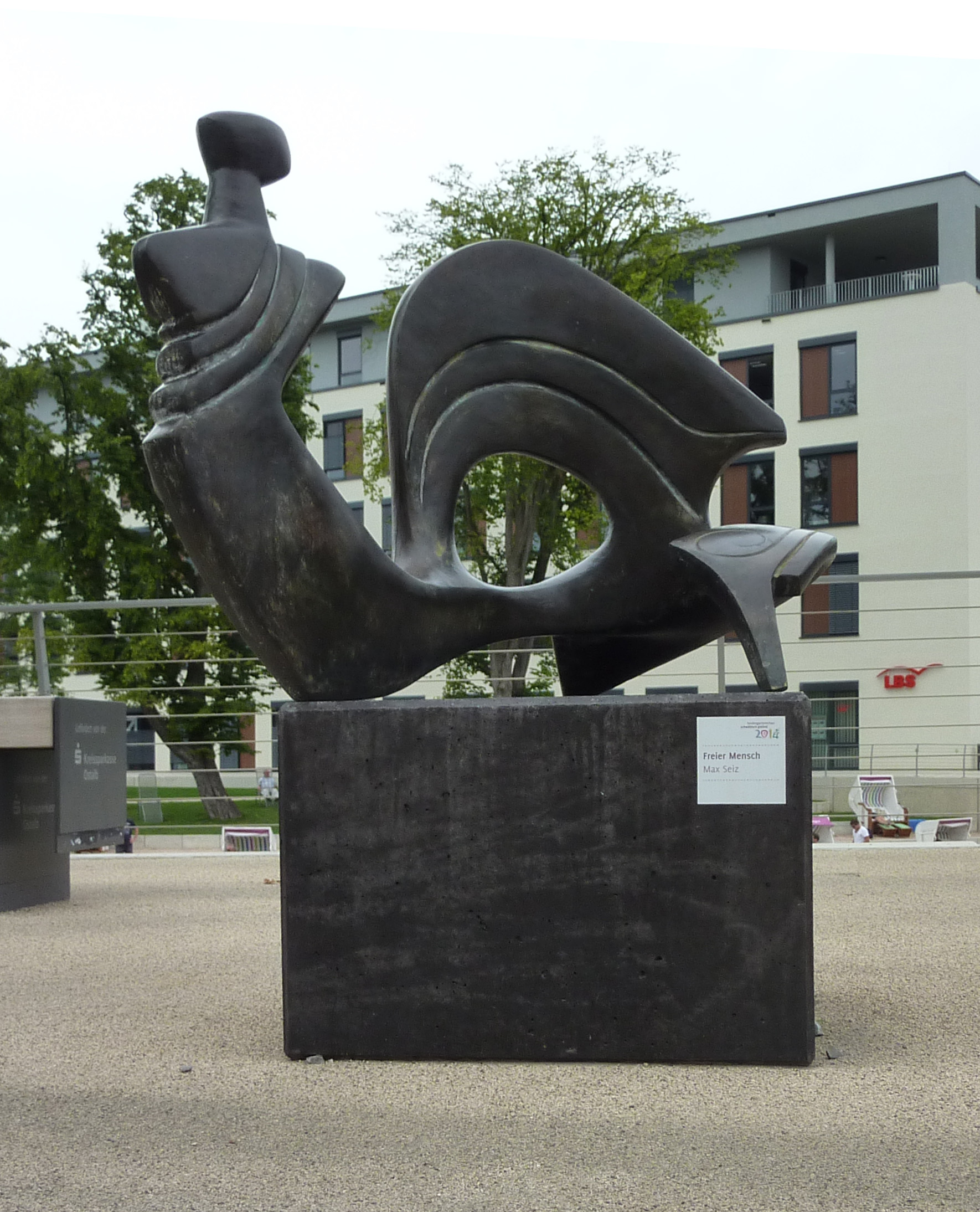
Freier Mensch, 2005, Bronze, Remspark in Schwäbisch Gmünd
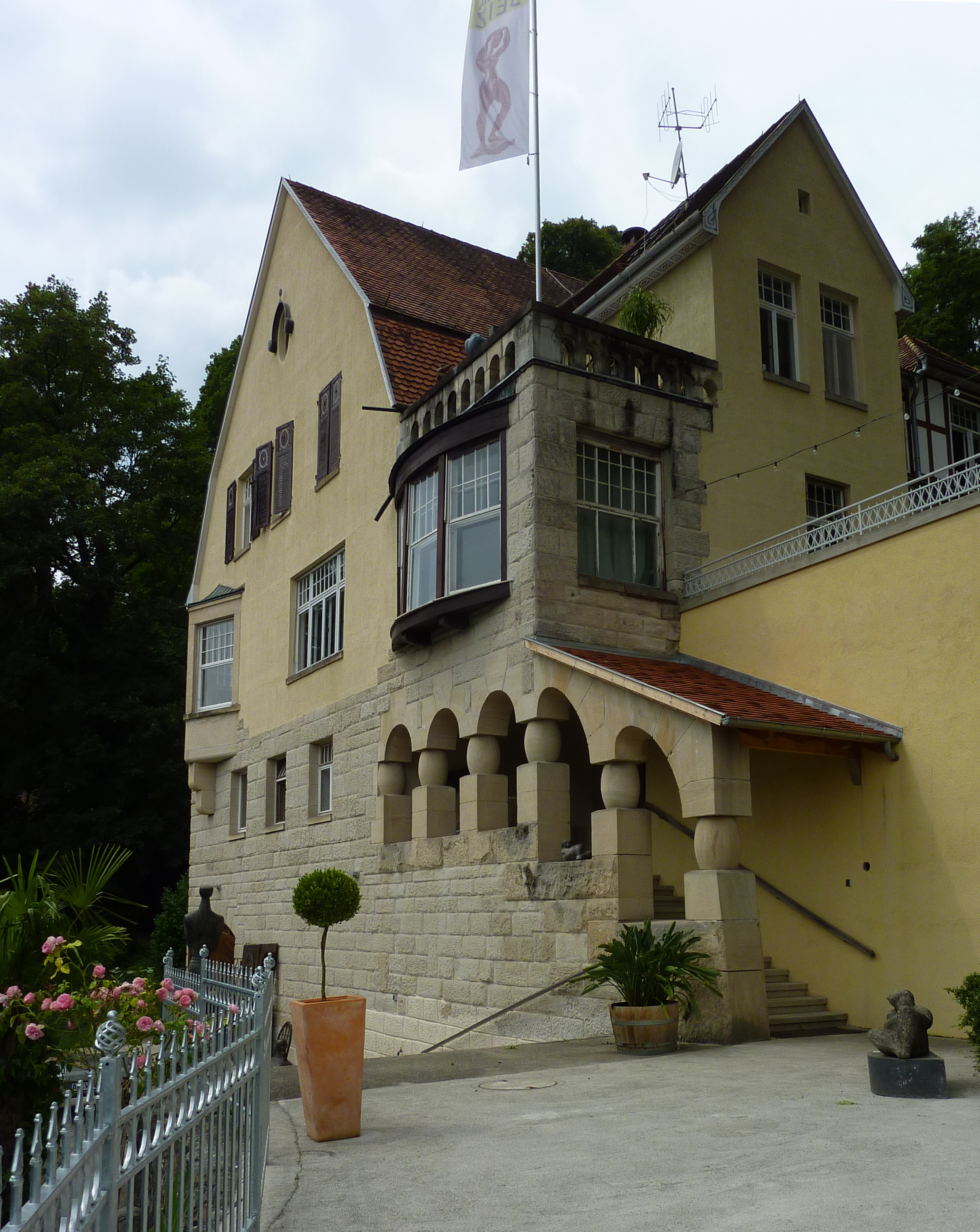
Max Seiz' Jugendstilvilla am Nepperberg in Schwäbisch Gmünd
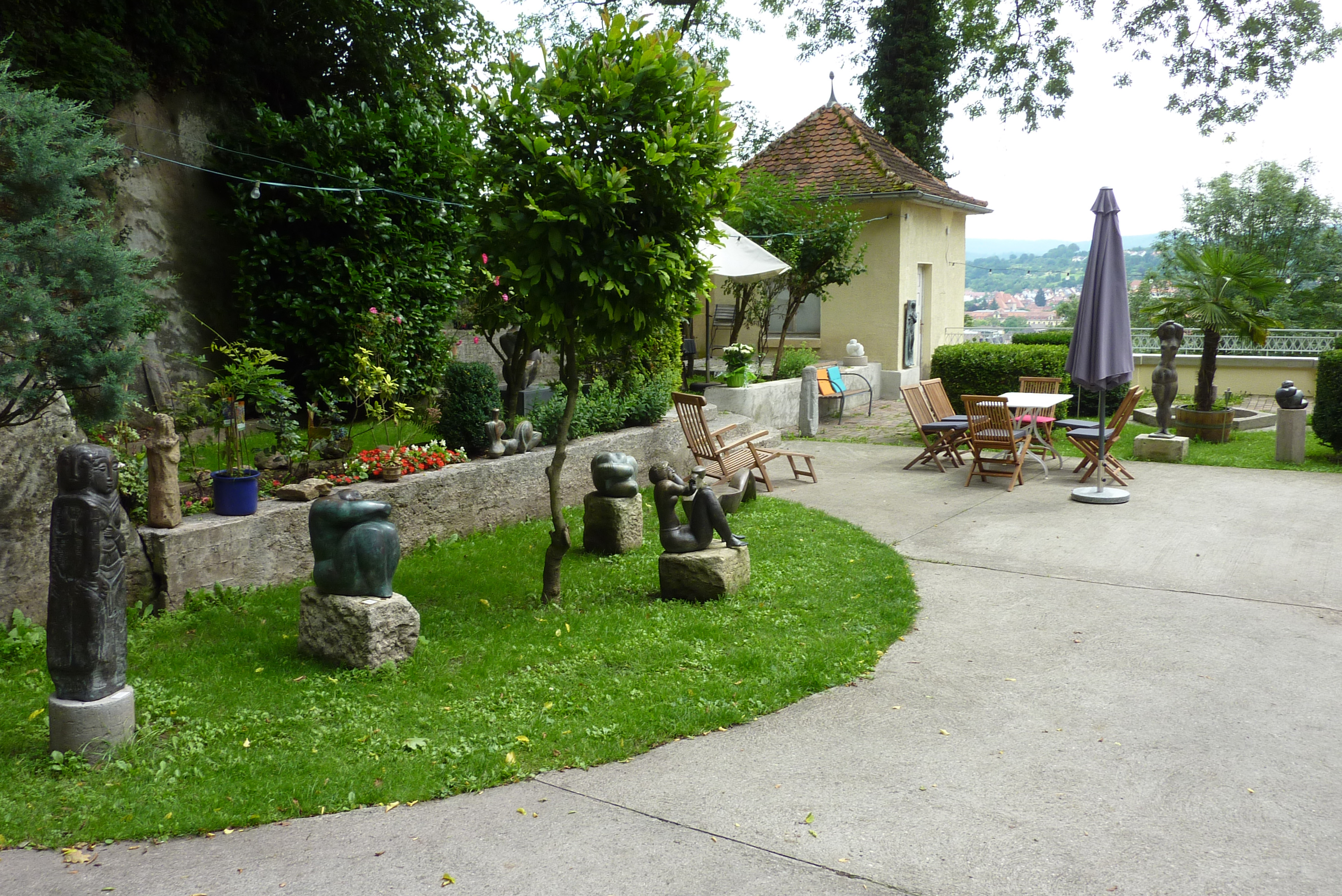
Skulpturengarten bei der Villa Seiz
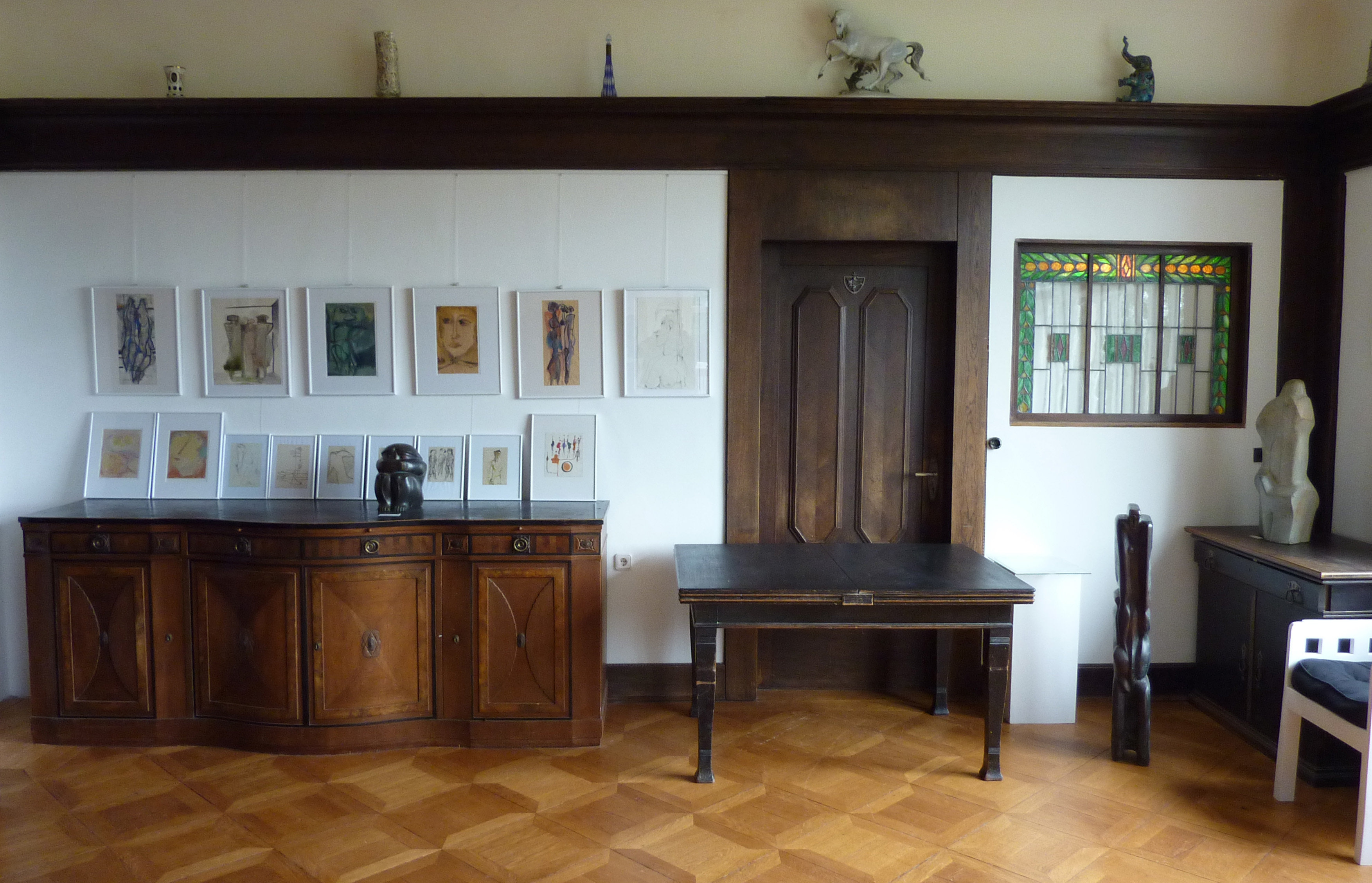
Zeichnungen und Aquarelle von Max Seiz in der Villa Seiz
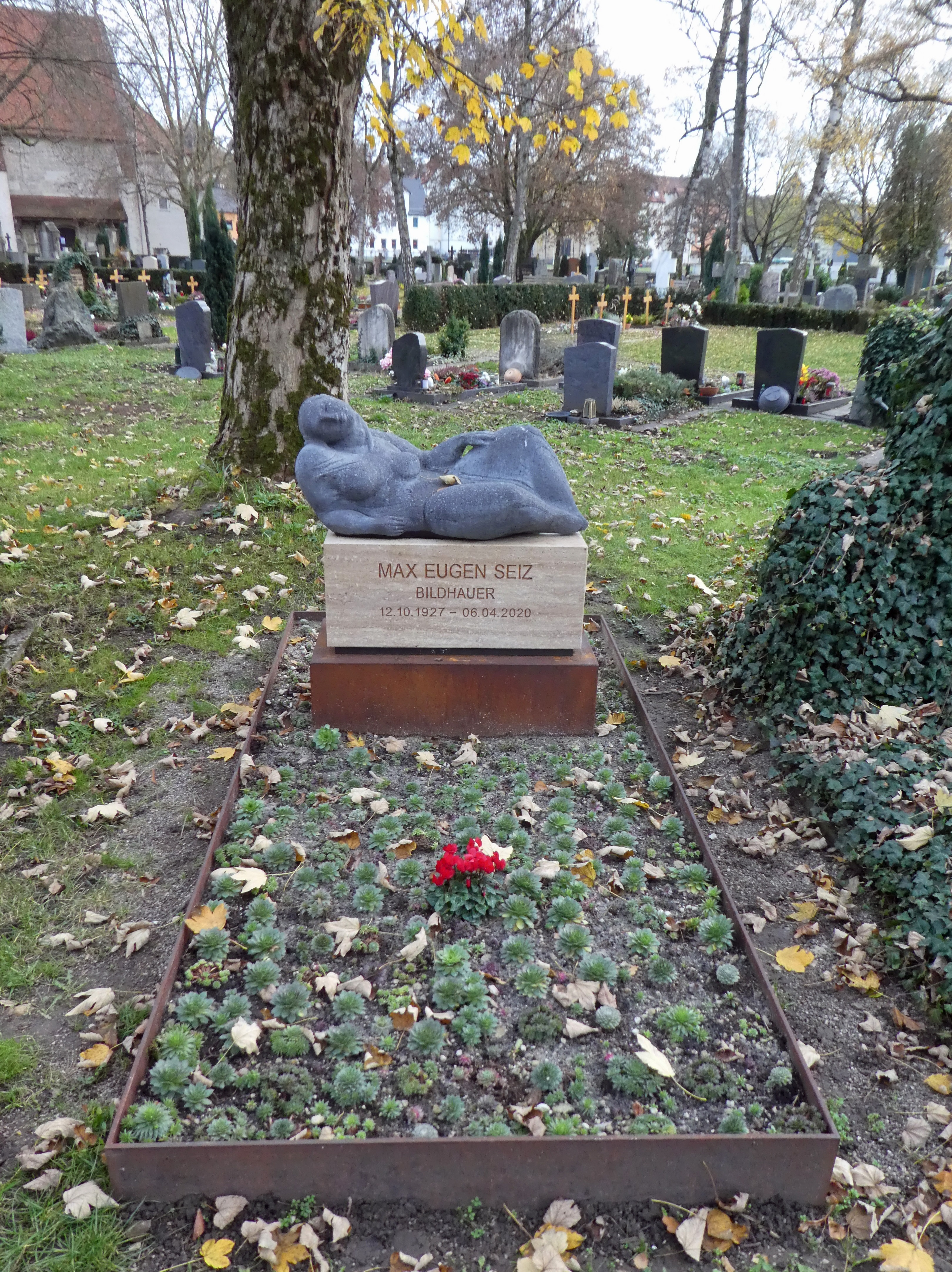
Grab von Max Seiz auf dem Leonhardsfriedhof Schwäbisch Gmünd

## Öffentliche Aufträge (Auswahl)
- 1963: Portrait (Medaille) des jordanischen Königs Hussein I.
- 1965: 8. Biennale für Plastik in Middleheim/Antwerpen/Belgien, Ankauf einer Plastik für das Königliche Museen der Schönen Künste in Brüssel. Gestaltung des Schreins für Kaiser Haile Selassie von Äthiopien (in Zusammenarbeit mit Prof. Holl)
- 1968: Ankauf Speidel Brunnenwettbewerb in Pforzheim, Ankauf des Museums im Prediger in Schwäbisch Gmünd
- 1970: 2. Preis Hallenbad-Wettbewerb in Schwäbisch Gmünd (Ausführung - Ankauf), 1. Preis Faberbrunnen Schwäbisch Gmünd
- 1971: Ankäufe der Staatsgalerie Stuttgart und der Stuttgarter Galerie
- 1974: Preis für Entwurf Friedrich-Ebert-Münze, Bundesschatzministerium
- 1977: Preis für Entwurf Carl-Friedrich-Gauß-Münze, Bundesschatzministerium
- 1979: Medaille von Carl Zuckmayer und Gottfried Benn, Ankauf von Großskulpturen für das Kongresszentrum Schwäbisch Gmünd
- 1987: Ankauf einer Großskulptur von der Kreissparkasse Aalen
- 1988: Villinger Stiftungsauftrag für die Stadt Schorndorf, Ankauf des Landes Baden-Württemberg
- 1989: Ankauf von Großskulpturen der Städte Heilbronn und Heubach
- 2002: Ankäufe der Städte Lauchheim, Schorndorf und Villingen-Schwenningen
- 2003: Ankauf der Staatsgalerie Stuttgart und der Stadt Schwäbisch Gmünd
- 2005: Ankauf einer Großskulptur der Gemeinde Abtsgmünd
- 2006: Ankauf Museum Würth in Künzelsau
- 2007: Ankauf der Staatsgalerie Stuttgart des Landes Baden-Württemberg